# Ban Bí thư Ủy ban Trung ương Đảng Cộng sản Trung Quốc
Ban Bí thư Ủy ban Trung ương Đảng Cộng sản Trung Quốc (Ban Bí thư) là cơ quan thường trực của Đảng Cộng sản Trung Quốc, tạo thành 1 cấu trúc song song tồn tại cùng các tổ chức Nhà nước Cộng hòa Nhân dân Trung Hoa, do Tổng Bí thư chủ trì.
Vai trò quan trọng nhất của Ban Bí thư liên quan đến việc ra quyết định nhân sự ở cả hai cơ quan Đảng và Nhà nước (không có Quân đội).
Ban Bí thư là cơ quan làm việc của Bộ Chính trị và Ủy ban Thường vụ Bộ Chính trị, đứng đầu là Tổng Bí thư. Ngoài ra Ban Bí thư còn liên quan đến cấu trúc của Đảng. Ban Bí thư có quyền hành trong Đảng Cộng sản Trung Quốc theo quy định tại Điều lệ và Quy chế của Đảng. Bộ chính trị và Ủy ban Thường vụ Bộ Chính trị có thể bầu chọn hoặc chỉ định Ủy viên trong Ban Bí thư.

## Lịch sử
Tại Hội nghị Trung ương 5 Đại hội 6 của Đảng Cộng sản Trung Quốc (1/1934),Ủy viên Thường vụ Bộ Chính trị được đổi tên thành Ban Bí thư Ủy ban Trung ương Đảng.
Tại Đại hội 8 tháng 9 năm 1956, Ban Bí thư Ủy ban Trung ương đổi tên thành Ban Thường vụ Bộ Chính trị.Tại Đại hội 8 chọn ra được 12 người vào Ban Bí thư.Nhiệm vụ giám sát việc thi hành chính sách hàng ngày của Đảng Cộng sản Trung Quốc,dưới sự chỉ đạo của Bộ Chính trị,Ban Bí thư thực hiện quyền lực không có thẩm quyền.Từ tháng 4/1969 đến tháng 2/1980 không có Ban Bí thư.Tại Hội nghị Trung ương 5 Đại hội 11 (2/1980) quyết định khôi phục lại Ban Bí thư.Sau Đại hội 13 Ban Bí thư là cơ quan quyền lực của Đảng cùng với Bộ Chính trị,Ủy ban Thường vụ Bộ Chính trị.
Từ 1956-1966 Tổng Thư ký Ban Bí thư được thiết lập với quyền hạn chức vụ còn tồn tại đến ngày nay.Tổng Thư ký đầu tiên là Đặng Tiểu Bình.Khi Cách mạng Văn hóa nổ ra (1966) Ban Bí thư bị xóa bỏ.Tháng 2 năm 1980 quyết định khôi phục lại chức danh Tổng Thư ký.Tháng 9/1982 quyết định bãi bỏ chức danh Tổng Thư ký thay vào đó Ban Bí thư chịu trách nhiệm công việc trực tiếp dưới Tổng Bí thư.
Sau thời kỳ Cải cách,tại các kỳ Đại hội 13, 14, 17, 18 trong Ban Bí thư không có thành viên của Quân đội.

## Cơ cấu tổ chức
Cơ cấu Ban Bí thư thường gồm: 1 ủy viên thường vụ Bộ Chính trị làm bí thư ban, Phó Thủ tướng, Hiệu Trưởng Trường Đảng TW, Trưởng ban Tổ chức TW, Trưởng ban Tuyên giáo TW, Chủ nhiệm Văn phòng Trung ương Đảng, Phó Chủ tịch Quân ủy, Chủ nhiệm Tổng cục Chính trị Quân đội, Phó Bí thư Ban kiểm tra kỷ luật TW,
Các thành viên ít xuất hiện hơn gồm có: Bí thư ban Kiểm Tra, Bí thư ban chính Pháp, Phó Chủ tịch Quốc hội, Phó Chủ tịch Chính Hiệp, Ủy viên Quốc Vụ Viện, Tổng thư ký Quốc Vụ Viện, Bộ trưởng Bộ Công an, Chủ nhiệm văn phòng nghiên cứu chính sách Trung ương...

## Danh sách Ủy viên Ban Bí thư Ủy ban Trung ương Đảng qua các thời kỳ

### Bí thư Ban Bí thư:Đặng Tiểu Bình
Bí thư: Đặng Tiểu Bình; Bành Chân (miễn nhiệm năm 1966); Vương Giá Tường; Đàm Chấn Lâm; Đàm Chính (miễn nhiệm năm 1962); Hoàng Khắc Thành (miễn nhiệm năm 1962); Lý Tuyết Phong; Lý Phú Xuân (Bổ sung thay thế năm 1958); Lý Tiên Niệm (Bổ sung thay thế năm 1958); Lục Định Nhất (Bổ sung thay thế 1962, miễn nhiệm năm 1966); Khang Sinh (Bổ sung thay thế năm 1962); La Thụy Khanh (Bổ sung thay thế năm 1962, miễn nhiệm năm 1966); Đào Chú (tăng tuyển Bí thư Thường vụ năm 1966); Diệp Kiếm Anh (Bổ sung thay thế năm 1966); Tạ Phú Trị (bổ sung năm 1966); Lưu Ninh Nhất (bổ sung năm 1966).
Bí thư Dự khuyết: Lưu Lan Đào; Dương Thượng Côn (miễn nhiệm năm 1966); Hồ Kiều Mộc.

### Đại hội 11
Từ tháng 2 năm 1980 đến tháng 9 năm 1982
| Thứ tự | Tên               | Năm vào Đảng | Chức vụ Đảng và Nhà nước                                                                             | Ghi chú                  |
| ------ | ----------------- | ------------ | --- | ------------------------ |
| 1      | Hồ Diệu Bang      | 1933         | Chủ tịch Đảng, Tổng Bí thư Ban Bí thư Trung ương                                                     |                          |
| 2      | Vạn Lý            | 1936         | Phó Thủ tướng                                                                                        |                          |
| 3      | Vương Nhiệm Trọng | 1933         | Phó Thủ tướng, Trưởng ban Tuyên truyền Trung ương                                                    |                          |
| 4      | Phương Nghị       | 1931         | Ủy viên Bộ Chính trị, Phó Thủ tướng                                                                  |                          |
| 5      | Cốc Mục           | 1932         | Phó Thủ tướng                                                                                        |                          |
| 6      | Tống Nhiệm Cùng   | 1926         | Trưởng ban Tổ chức Trung ương                                                                        |                          |
| 7      | Dư Thu Lý         | 1931         | Ủy viên Bộ Chính trị, Phó Thủ tướng                                                                  |                          |
| 8      | Dương Đắc Chí     | 1928         | Ủy viên thường vụ kiêm Phó Bí thư Quân ủy Trung ương, Tổng tham mưu trưởng, Thứ trưởng Bộ Quốc phòng |                          |
| 9      | Hồ Kiều Mộc       | 1932         | Viện trưởng Viện Khoa học xã hội Trung Quốc                                                          |                          |
| 10     | Diêu Y Lâm        | 1935         | Phó Thủ tướng                                                                                        |                          |
| 11     | Bành Sung         | 1934         | Ủy viên Bộ Chính trị, Phó Ủy viên trưởng Ủy ban Thường vụ Đại hội Đại biểu Nhân dân Toàn quốc        |                          |
| 12     | Tập Trọng Huân    | 1928         | Phó Ủy viên trưởng Ủy ban Thường vụ Đại hội Đại biểu Nhân dân Toàn quốc                              | Bổ sung tháng 6 năm 1981 |

### Đại hội 12
Từ tháng 9 năm 1982 đến tháng 10 năm 1987
| Thứ tự | Tên              | Năm vào Đảng | Chức vụ Đảng và Nhà nước | Ghi chú                                                                         |
| ------ | ---------------- | ------------ | --- | ------------------------------------------------------------------------------- |
| 1      | Vạn Lý           | 1936         | Ủy viên Bộ Chính trị, Phó Thủ tướng                                                                                                |                                                                                 |
| 2      | Tập Trọng Huân   | 1928         | Ủy viên Bộ Chính trị, Phó Ủy viên trưởng Ủy ban Thường vụ Đại hội Đại biểu Nhân dân Toàn quốc                                      |                                                                                 |
| 3      | Đặng Lực Quần    | 1936         | Trưởng ban Tuyên truyền Trung ương                                                                                                 |                                                                                 |
| 4      | Dương Dũng       | 1930         | Phó Tổng Tham mưu trưởng Quân Giải phóng Nhân dân Trung Quốc                                                                       |                                                                                 |
| 5      | Dư Thu Lý        | 1931         | Ủy viên Bộ Chính trị, Ủy viên kiêm Phó Bí thư Quân Ủy Trung ương, Chủ nhiệm Tổng cục Chính trị Quân Giải phóng Nhân dân Trung Quốc |                                                                                 |
| 6      | Cốc Mục          | 1932         | Ủy viên Quốc vụ |                                                                                 |
| 7      | Trần Phi Hiển    | 1931         | Bí thư Ban Chính Pháp Trung ương, Phó Ủy viên trưởng Ủy ban Thường vụ Đại hội Đại biểu Nhân dân Toàn quốc                          |                                                                                 |
| 8      | Hồ Khải Lập      | 1948         | Chủ nhiệm Văn phòng Trung ương |                                                                                 |
| 9      | Diêu Y Lâm       | 1935         | Phó Thủ tướng |                                                                                 |
| 10     | Kiều Thạch       | 1940         | Trưởng ban Liên lạc Đối ngoại Trung ương                                                                                           | Ủy viên dự khuyết Ban Bí thư. Đến tháng 9 năm 1985 trở thành Ủy viên chính thức |
| 11     | Hách Kiến Tú     | 1954         | - | Ủy viên dự khuyết Ban Bí thư. Đến tháng 9 năm 1985 trở thành Ủy viên chính thức |
| 12     | Lý Bằng          | 1945         | - | Ủy viên Dự khuyết Ban Bí thư từ tháng 9 năm 1985                                |
| 13     | Vương Triệu Quốc | 1965         | - | Ủy viên Dự khuyết Ban Bí thư từ tháng 9 năm 1985                                |

### Đại hội 13
Từ tháng 10 năm 1987 đến tháng 10 năm 1992
| Thứ tự    | Tên            | Năm vào Đảng | Chức vụ Đảng và Nhà nước | Ghi chú                           |
| --------- | -------------- | ------------ | --- | --------------------------------- |
| 1         | Hồ Khải Lập    | 1948         | Ủy viên Thường vụ Bộ Chính trị | Tháng 6 năm 1989 miễn chức vụ     |
| 2         | Kiều Thạch     | 1940         | Ủy viên Thường vụ Bộ Chính trị, Bí thư Ban Kiểm tra Kỷ luật Trung ương,Bí thư Ban Chính trị Pháp luật Trung ương, Hiệu trưởng trường Đảng Trung ương |                                   |
| 3         | Nhuế Hạnh Văn  | 1945         | Phó trưởng ban Tiểu ban Công tác lãnh đạo tuyên truyền tư tưởng                                                                                      | Tháng 6 năm 1989 miễn chức vụ     |
| 4         | Diêm Minh Phúc | 1949         | Phó Chủ tịch Hội nghị Chính trị Hiệp thương Nhân dân Toàn quốc, Trưởng ban Công tác Mặt trận Thống nhất Trung ương                                   | Tháng 6 năm 1989 miễn chức vụ     |
| 5         | Lý Thụy Hoàn   | 1959         | Ủy viên Thường vụ Bộ Chính trị | Tháng 6 năm 1989 Bổ sung thay thế |
| 6         | Đinh Quan Căn  | 1956         | Ủy viên dự khuyết Bộ Chính trị, Chủ nhiệm Văn phòng Quốc vụ viện (1988-1990), Trưởng ban Công tác Mặt trận Thống nhất Trung ương (1989-1992)         | Tháng 6 năm 1989 Bổ sung thay thế |
| Dự khuyết | Ôn Gia Bảo     | 1965         | Chủ nhiệm Văn phòng Trung ương |                                   |

### Đại hội 14
Từ tháng 10 năm 1992 đến tháng 9 năm 1997
| Thứ tự | Tên           | Năm vào Đảng | Chức vụ Đảng và Nhà nước                                                                           | Ghi chú |
| ------ | ------------- | ------------ | -------------------------------------------------------------------------------------------------- | ------- |
| 1      | Hồ Cẩm Đào    | 1964         | Ủy viên Thường vụ Bộ Chính trị                                                                     |         |
| 2      | Đinh Quan Căn | 1956         | Ủy viên Bộ Chính trị,Trưởng ban Tuyên truyền Trung ương                                            |         |
| 3      | Úy Kiện Hành  | 1949         | Ủy viên Bộ Chính trị, Bí thư Ban Kiểm tra Kỷ luật Trung ương, Chủ tịch Tổng Công hội Toàn quốc     |         |
| 4      | Ôn Gia Bảo    | 1965         | Ủy viên Dự khuyết Bộ Chính trị, Chủ nhiệm Văn phòng Trung ương                                     |         |
| 5      | Nhậm Kiến Tân | 1960         | Bí thư Ban Chính Pháp Trung ương, Viện trưởng Pháp viện Nhân dân Tối cao (Tòa án Nhân dân Tối cao) |         |

### Đại hội 15
Từ tháng 9 năm 1997 đến tháng 11 năm 2002
| Thứ tự | Tên             | Năm vào Đảng | Chức vụ Đảng và Nhà nước                                                                                               | Ghi chú |
| ------ | --------------- | ------------ | --- | ------- |
| 1      | Hồ Cẩm Đào      | 1964         | Ủy viên Thường vụ Bộ Chính trị, Phó Chủ tịch nước, Phó Chủ tịch Quân ủy Trung ương, Hiệu trưởng Trường Đảng Trung ương |         |
| 2      | Úy Kiện Hành    | 1949         | Ủy viên Thường vụ Bộ Chính trị, Bí thư Ủy ban Kiểm tra Kỷ luật Trung ương, Chủ tịch Tổng Công hội Toàn quốc            |         |
| 3      | Đinh Quan Căn   | 1956         | Ủy viên Bộ Chính trị, Trưởng ban Tuyên truyền Trung ương                                                               |         |
| 4      | Trương Vạn Niên | 1948         | Ủy viên Bộ Chính trị, Phó Chủ tịch Quân Ủy Trung ương                                                                  |         |
| 5      | La Cán          | 1960         | Ủy viên Bộ Chính trị, Ủy viên Quốc vụ, Bí thư Ban Chính Pháp Trung ương                                                |         |
| 6      | Ôn Gia Bảo      | 1965         | Ủy viên Bộ Chính trị, Phó Thủ tướng                                                                                    |         |
| 7      | Tăng Khánh Hồng | 1960         | Ủy viên Dự khuyết Bộ Chính trị, Chủ nhiệm Văn phòng Trung ương (1999), Trưởng ban Tổ chức Trung ương (1999-2002)       |         |

### Đại hội 16
Từ tháng 11 năm 2002 đến tháng 10 năm 2007
| Thứ tự | Tên             | Năm vào Đảng | Chức vụ Đảng và Nhà nước | Ghi chú |
| ------ | --------------- | ------------ | --- | ------- |
| 1      | Tăng Khánh Hồng | 1960         | Ủy viên Thường vụ Bộ Chính trị, Phó Chủ tịch nước Cộng hòa Nhân dân Trung Hoa, Hiệu trưởng Trường Đảng Trung ương                                    |         |
| 2      | Lưu Vân Sơn     | 1971         | Ủy viên Bộ Chính trị, Trưởng ban Tuyên truyền Trung ương                                                                                             |         |
| 3      | Chu Vĩnh Khang  | 1964         | Ủy viên Bộ Chính trị, Ủy viên Quốc vụ, Bộ trưởng Bộ Công an                                                                                          |         |
| 4      | Hạ Quốc Cường   | 1966         | Ủy viên Bộ Chính trị, Trưởng ban Tổ chức Trung ương                                                                                                  |         |
| 5      | Vương Cương     | 1966         | Ủy viên Dự khuyết Bộ Chính trị, Chủ nhiệm Văn phòng Trung ương                                                                                       |         |
| 6      | Từ Tài Hậu      | 1971         | Ủy viên Quân ủy Trung ương, Chủ nhiệm Tổng bộ Chính trị Quân Giải phóng Nhân dân Trung Quốc (2002-2004), Phó Chủ tịch Quân ủy Trung ương (2004-2007) |         |
| 7      | Hà Dũng         | 1958         | Phó Bí thư Ủy ban Kiểm tra Kỷ luật Trung ương |         |

### Đại hội 17
Từ tháng 10 năm 2007 đến tháng 11 năm 2012
| Thứ tự | Tên             | Năm vào Đảng | Chức vụ Đảng và Nhà nước | Ghi chú |
| ------ | --------------- | ------------ | --- | ------- |
| 1      | Tập Cận Bình    | 1974         | Ủy viên Thường vụ Bộ Chính trị, Phó Chủ tịch nước Cộng hòa Nhân dân Trung Hoa, Phó Chủ tịch Quân ủy Trung ương, Hiệu trưởng Trường Đảng Trung ương, Phó Chủ nhiệm Ủy ban Biên chế Cơ cấu Trung ương |         |
| 2      | Lưu Vân Sơn     | 1971         | Ủy viên Bộ Chính trị,Trưởng ban Tuyên truyền Trung ương |         |
| 3      | Lý Nguyên Triều | 1978         | Ủy viên Bộ Chính trị, Trưởng ban Tổ chức Trung ương |         |
| 4      | Hà Dũng         | 1958         | Phó Bí thư Ủy ban Kiểm tra Kỷ luật Trung ương |         |
| 5      | Lệnh Kế Hoạch   | 1976         | Chủ nhiệm Văn phòng Trung ương (2007-2012), Trưởng ban Công tác Mặt trận Thống nhất Trung ương (2012)                                                                                               |         |
| 6      | Vương Hỗ Ninh   | 1984         | Chủ nhiệm Phòng Nghiên cứu chính sách Trung ương |         |

### Đại hội 18
Từ tháng 11 năm 2012 đến tháng 10 năm 2017 
| Thứ tự | Tên             | Năm vào Đảng | Chức vụ Đảng và Nhà nước | Ghi chú |
| ------ | --------------- | ------------ | --- | ------- |
| 1      | Lưu Vân Sơn     | 1971         | Ủy viên Thường vụ Bộ Chính trị, Chủ nhiệm Ủy ban Chỉ đạo Kiến thiết Văn minh Tinh thần Trung ương, Hiệu trưởng Trường Đảng Trung ương, Phó Chủ nhiệm Ủy ban Biên chế Cơ cấu Trung ương |         |
| 2      | Lưu Kỳ Bảo      | 1971         | Ủy viên Bộ Chính trị, Trưởng ban Tuyên truyền Trung ương |         |
| 3      | Triệu Lạc Tế    | 1975         | Ủy viên Bộ Chính trị, Trưởng ban Tổ chức Trung ương |         |
| 4      | Lật Chiến Thư   | 1975         | Ủy viên Bộ Chính trị, Chủ nhiệm Văn phòng Trung ương |         |
| 5      | Đỗ Thanh Lâm    | 1966         | Phó Chủ tịch Hội nghị Chính trị Hiệp thương Nhân dân Toàn quốc, Trưởng ban Công tác Mặt trận Thống nhất Trung ương                                                                     |         |
| 6      | Triệu Hồng Chúc | 1969         | Phó Bí thư Ủy ban Kiểm tra Kỷ luật Trung ương |         |
| 7      | Dương Tinh      | 1976         | Tổng thư ký Quốc vụ viện |         |

### Đại hội 19
Từ tháng 10 năm 2017 đến tháng 10 năm 2022
| Thứ tự | Tên             | Năm vào Đảng | Chức vụ Đảng và Nhà nước | Ghi chú |
| ------ | --------------- | ------------ | --- | ------- |
| 1      | Vương Hộ Ninh   | 1984         | Ủy viên Thường vụ Bộ Chính trị, Chủ nhiệm Phòng nghiên cứu chính sách Trung ương Trung Quốc, Chủ nhiệm Văn phòng kiêm Tổng Thư ký Tiểu ban Cải cách sâu sắc toàn diện Trung ương |         |
| 2      | Đinh Tiết Tường | 1984         | Ủy viên Bộ Chính trị, Chủ nhiệm Văn phòng Tổng Bí thư, Chủ nhiệm Văn phòng Trung ương                                                                                            |         |
| 3      | Dương Hiểu Độ   | 1973         | Ủy viên Bộ Chính trị, Phó Ủy ban Kiểm tra Kỷ luật Trung ương Đảng Cộng sản Trung Quốc                                                                                            |         |
| 4      | Trần Hi         | 1978         | Ủy viên Bộ Chính, Trưởng ban Tổ chức Trung ương, Hiệu trưởng Trường Đảng Trung ương                                                                                              |         |
| 5      | Quách Thanh Côn | 1974         | Ủy viên Bộ Chính trị, Bí thư Ủy ban Chính trị Pháp luật Trung ương Đảng Cộng sản Trung Quốc                                                                                      |         |
| 6      | Hoàng Khôn Minh | 1976         | Ủy viên Bộ Chính trị, Trưởng Ban Tuyên truyền Trung ương |         |
| 7      | Vưu Quyền       | 1973         | Trưởng ban Công tác Mặt trận Thống nhất Trung ương |         |

### Đại hội 20
Từ tháng 10 năm 2022 đến nay
| Thứ tự | Tên              | Năm sinh | Chức vụ Đảng và Nhà nước                                                                               | Ghi chú |
| ------ | ---------------- | -------- | --- | ------- |
| 1      | Thái Kỳ          | 1955     | Ủy viên Thường vụ Bộ Chính trị, Bí thư thứ nhất, Chánh Văn phòng Trung ương Đảng                       |         |
| 2      | Thạch Thái Phong | 1956     | Ủy viên Bộ Chính trị, Phó Chủ tịch Chính hiệp, Trưởng ban Công tác Mặt trận Thống nhất Trung ương      |         |
| 3      | Lý Cán Kiệt      | 1964     | Ủy viên Bộ Chính trị, Bộ trưởng Bộ Tổ chức Trung ương                                                  |         |
| 4      | Lý Thư Lỗi       | 1964     | Ủy viên Bộ Chính trị, Trưởng ban Tuyên truyền Trung ương                                               |         |
| 5      | Trần Văn Thanh   | 1960     | Ủy viên Bộ Chính trị, Bí thư Ủy ban Chính trị Pháp luật Trung ương Đảng Cộng sản Trung Quốc            |         |
| 6      | Lưu Kim Quốc     | 1955     | Ủy viên Ủy ban Trung ương Đảng, Phó Bí thư Ủy ban Kiểm tra Kỷ luật Trung ương Đảng Cộng sản Trung Quốc |         |
| 7      | Vương Tiểu Hồng  | 1957     | Ủy viên Ủy ban Trung ương Đảng, Tổng Cảnh giám, Bí thư Đảng ủy, Bộ trưởng Bộ Công an.                  |         |